# Улица Шилтадаржё
У́лица Шилтада́ржё (лит. Šiltadaržio gatvė) — улица в Старом городе Вильнюса. Короткая, длиной около 130 м, и узкая, соединяет улицу Барборос Радвилайтес (Barboros Radvilaitės g.) с Бернардину (Bernardinų g.). Проезжая часть вымощена клинкерной плиткой. Движение одностороннее, от улицы Барборос Радвилайтес в сторону Бернардину.

## Название
Носила название Мельничного заулка (Młynowy zaułek), поскольку по соседству находилась королевская мельница, выстроенная по привилегии Сигизмунда I в 1515 году Ульрихом Гозием и приводимая в движение водою реки Вильни.
Позднее назвалась Оранжерейной улицей или Оранжерейным переулком ( Šiltadaržio skersgatvis) благодаря оранжереям бывшего Ботанического сада.

## Описание

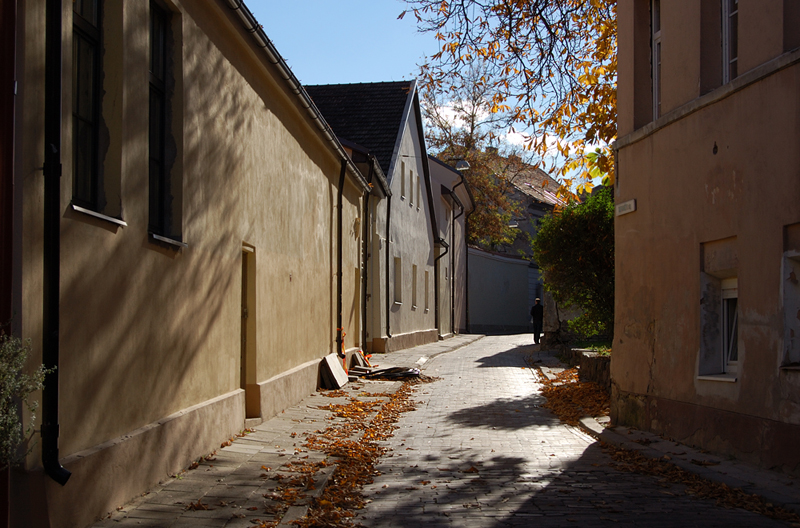
Улица Шилтадаржё

Нумерация домов начинается от перекрёстка с улицей Барборос Радвилайтес; по левой восточной стороне чётные номера, по правой западной — нечётные.
На улице располагается Дирекция государственного культурного заповедника вильнюсских замков (Vilniaus pilių valstybinio kultūrinio rezervato direkcija; Шилтадаржё 2), в ведении которой находится учреждённый в 1997 году заповедник площадью в 57,5 га, включающий в себя Замковую гору с башней Гедимина и другими остатками Верхнего и Нижнего вильнюсских замков, гору Трёх крестов, Гору Бекеша, Кафедральную площадь с Кафедральным собором Святого Станислава и другими объектами, представляющими археологическую, архитектурную и иную ценность.

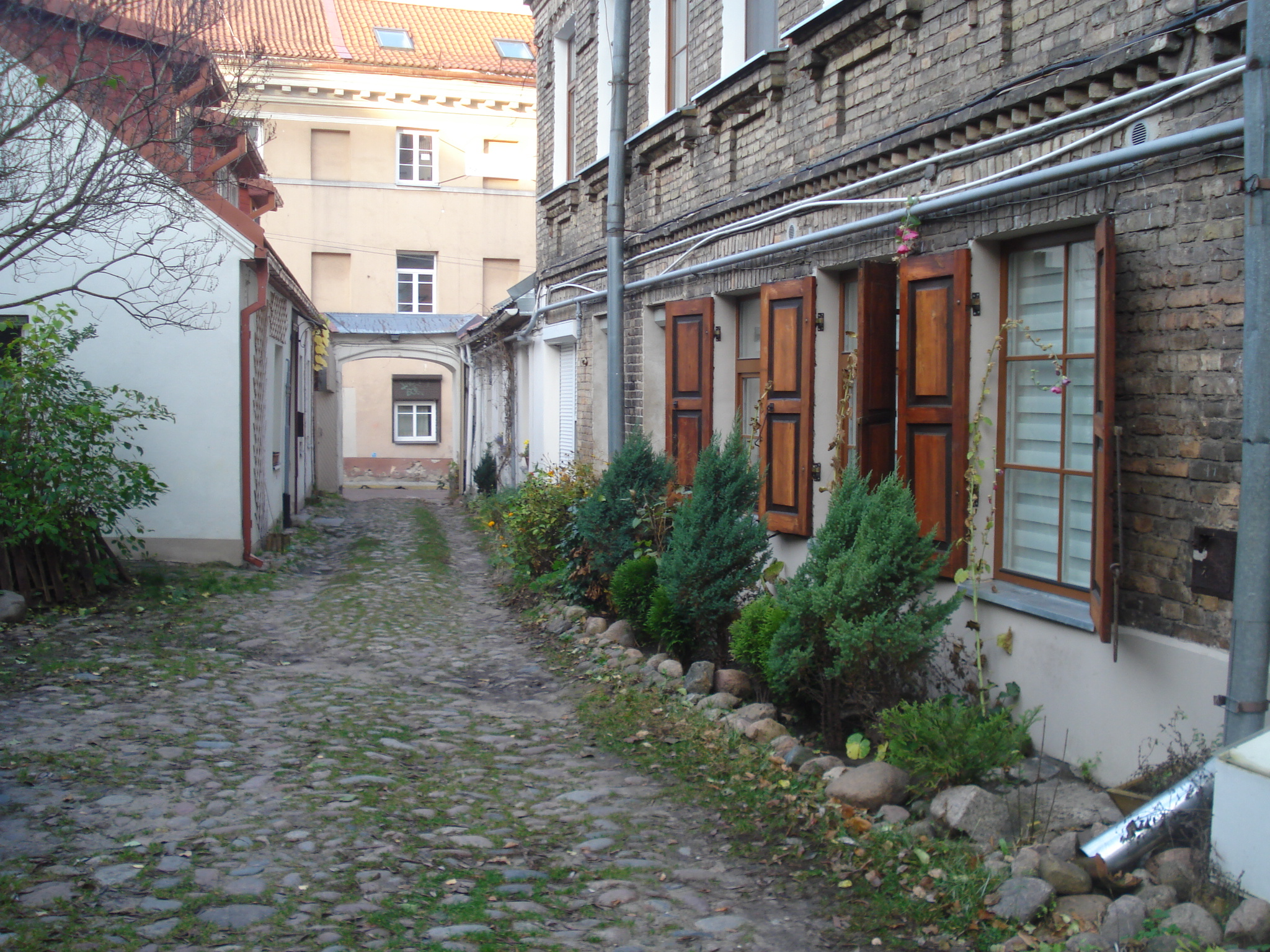
Вид дома Шилтадаржё 1 из двора дома Шилтадаржё 4

В здании под номером 8 находится театр-студия «Мяно фортас». Среди примечательных зданий — трёхэтажный дом Чарновских на углу улицы Барборос Радвилайтес (Šiltadaržio g. 1 / Barboros Radvilaitės g. 5), включённый в качестве памятника архитектуры в регистр культурных ценностей Литовской Республики. Дом на участке, принадлежавшем виленскому капитулу, упоминается в документах с 1667 года. Юзеф Чарновский приобрёл его в 1787 году. В 1788—1790 годах дом был перестроен, однако часть барочных стен и подвалы сохранились. В начале XIX века часть помещений сдавалась под квартиры, чаще всего людям, связанным с Виленским университетом. В 1837 году был надстроен третий этаж. Во дворе сохранились характерные для Старого города деревянные галереи вдоль второго и третьего этажа
К памятникам архитектуры относится также дом напротив — здание эпохи барокко с главным фасадом в стиле классицизма (Šiltadaržio g. 2 / Barboros Radvilaitės g. 7). В середине XVIII века в этом месте располагались жилые и хозяйственные постройки, принадлежавшие канонику Антоновичу, и пивоварня. В 1785 году постройки приобрёл каноник Родкевич, семейству которого здания принадлежали на протяжении полутора веков. В 1795—1806 годах дом был перестроен и расширен; перестраивался также в 1812—1814 годах и позднее. После реконструкции 1836—1837 годов в здании работала школа, магазины, сдавались квартиры. В 1910 году по проекту архитектора Августа Клейна примыкавший к дому склад был перестроен в жилое помещение с надстроенной мансардой. Двухэтажные юго-восточный и южный корпуса окружают закрытый двор неправильной формы, в который ведёт арка с улицы Шилтадаржё. Стены сложены из кирпича и оштукатурены, крыша крыта черепицей. Декором выделяется второй этаж главного северного фасада (выходящего на улицу Барборос Радвилайтес) и западный фасад вдоль улицы Шилтадаржё: окна в обрамлениях с сандриками, пластины под окнами украшены овальными орнаментами. Первый этаж отделан рустом. Фасады во дворе без декора. На втором этаже северного корпуса устроена деревянная галерея. Сохранились ценные двери с резьбой.
В конце улицы на углу Бернардину по правую западную сторону стоит двухэтажный дом XIV—XIX веков. Его главный южный фасад с въездом во двор выходит на Бернардину. Окна второго этажа южного и восточного фасадов украшены обрамлением, сандриками и нишами небольшими прямоугольными нишами под окнами. Дом, построенный в XIV веке, в XVII веке претерпел реконструкцию и с 1699 года принадлежал виленскому капитулу. В 1819 году владельцем дома стал епископ Дедерко, на средства которого здание было перестроено. Дом перестраивался в 1820—1829 годах и в 1896 году, образовав комплекс из трёх зданий, и реставрировался в 1972 году Комплекс внесён в регистр охраняемых государством объектов культурного наследия
С левой восточной стороны глухая стена, соединённая высокой оградой с двухэтажным зданием на углу, обращающей на себя внимание рустом на первом этаже и ставнями на окнах. Глухая стена — заброшенная хозяйственная постройка, вместе с оградой и ухоженным зданием официны входит в ансамбль дворца Лопацинских (Олизаров).